# Кургаєв Олександр Пилипович
Олександр Пилипович Кургаєв (нар. 20 квітня 1940) — учений в галузі інформатики та обчислювальної техніки, доктор технічних наук, професор. Один з творців першого радянського мікропроцесора.

## Біографія
Народився 20 квітня 1940 року. Закінчив Київський національний університет імені Тараса Шевченка (1968), захистив кандидатську дисертацію «Исследование и разработка методов и средств реализации функций в мини-ЭВМ» (1974), докторську дисертацію «Проблемная ориентация архитектуры компьютерных систем обработки данных и знаний» (2006), професор (2014).
В Інституті кібернетики імені В. М. Глушкова працює з липня 1961 р., з 2007 р. — провідний науковий співробітник відділу мікропроцесорної техніки.
О. П. Кургаєв є співавтором першого в СРСР однокристального 16-розрядного мікропроцесора серійної мікро-ЕОМ «Електроніка С5» разом з академіком НАНУ О. В. Палагіним; декількох модифікацій цифро-аналогових інтерполяторів різних класів точності й продуктивності, впроваджених у цифрових магнітофонах для накопичення інформації надвеликих обсягів. В 1968—1970 рр. експлуатував цифро-аналоговий комплекс УМШН «Дніпро» — ЭМУ10.

## Наукові інтереси
- системи обробки знань;
- теорія програмування;
- інформаційні комп'ютери IC;
- задачі і системи штучного інтелекту.

## Основні результати
Запропонував як значення поняття інформації прийняти всяку структуру — ознака повсюдна, об'єктивна, виділяє інформацію із усього сущого й не залежить від її сприйняття й застосування.
Запропонував концепцію й дослідив архітектуру, структуру й реалізацію IC.
Для розв'язку проблеми ефективного подання й використання інформації вперше в Computer Science прийняв за зразок архітектури комп'ютерної системи структуру системи обробки знань і запропонував ототожнити структуру системи обробки знань із структурою наукової теорії, ідеал якої прийняв у складі семантики теорії, мови теорії й функцій теорії так, що:
- семантика всякої теорії включає специфічну підставу в складі концептуальної й емпіричної моделей, ядро, теорії-наслідки й наслідки теорії;
- мова всякої теорії представляється ієрархією різних емпіричних теорій: теорією вираження поверхневих форм речень специфічними образами знаків і теорією специфічного синтаксису мови;
- множина функцій усякої теорії має відтворювати комунікативні, дескриптивно-преспиктивні й аргументативні функції мислення й мови, необхідні й достатні для процесів спілкування й пізнання.

Для реалізації виробленої концепції IC:
- виразні можливості метамови нормальних форм знань (НФЗ) досліджено на показових прикладах опису задач і об'єктних мов: формальних мов усіх рівнів за Ноамом Чомскі; синтаксису фрагмента російської лексики; синтаксису підмножини простих речень англійської мови; метамови Extended Backus-Naur Form; чотирьох мов XML, RDF, OWL і SPARQL із складу Semantic Web; предикатів на списках і множинах; доказ теорем в обчисленні висловлень; самоопису метамови НФЗ і ін.
- на прикладах формального метамовного НФЗ-опису детермінованої й універсальної машин А.Тьюринга обґрунтував структуру обох базових процесів постановки й розв'язку задач на IC: інтерпретуюче-транслюючого та транслююче-транслюючого.
- запропонував нову методологію модельного проектування процесора.
- у лабораторії інформаційних машин (зав. лаб. Кургаєв О. П.) в 1988—1990 рр. створено цілий ряд модифікацій дослідницьких зразків IC на базі різних апаратних процесорів баз знань (ПБЗ) і персональних комп'ютерів. Ці розробки не мають аналогів, демонструвались в Києву, Харкові, Варшаві, Будапешті, Софії, Москві, Ленінграді. Разом із НПО «Електронмаш» реалізовано дві модифікації IC на базі ІНТЕК «Пошук».
- разом з аспірантом Савченко І. В. (в 2012 році) у системі САПР Actel Libero IDE v9.1 виконано проектування, моделювання й реалізовано систему обробки знань на базі плати M1agl-Dev-kit-scs фірми Actel.
- разом із НПО «Електронмаш» реалізовано дві модифікації IC на базі ИНТЕК «Пошук».
- разом з аспірантом Савченко І. В. (в 2012 році) у системі САПР Actel Libero IDE v9.1 виконано проектування, моделювання й реалізована система обробки знань на базі плати M1agl-Dev-kit-scs фірми Actel.

Отримані результати орієнтовані на ефективну реалізацію структурно-складних задач, систем штучного інтелекту методами пошуку в просторі станів, декомпозиції, доказу теорем.
Член Спеціалізованої вченої ради по захисту дисертацій при Інституті кібернетики імені В. М. Глушкова НАН України.
Має почесні звання «Кращий винахідник Академії наук України» (1992), «Винахідник року НАН України» (2017), лауреат Державної премії України в галузі науки й техніки 2012 року за роботу «Проблемно-орієнтовані обчислювальні засоби обробки інформації в реальному часі».
Автор 250 наукових праць, у тому числі 8 монографій, 102 патентів і авторських свідоцтв на винаходи.
Сформував і протягом 9 років викладав дві дисципліни на випускаючій кафедрі інформаційних систем Національного університету харчових технологій: «Методи й системи штучного інтелекту» і «Системи обробки знань».

## Публікації
- Кургаев А. Ф. (2020). Расширение метаязыка нормальных форм знаний. Кибернетика и системный анализ. 56(6). С. 184—191.
- Kurgaev A.F. (2020). The Concept of Information. Part 2. The Functions of a Scientific Theory. Journal of Automation and Information Sciences. 52(4). 65-81. DOI:10.1615/JAutomatInfScien. v52.i1.70
- Kurgaev A.F. (2020). The Concept of Information. Part 1. The Presentation of Information in the Form of a Scientific Theory. Journal of Automation and Information Sciences. 52(1). 65-77. DOI:10.1615/JAutomatInfScien.v52.i1.70
- Кургаев А. Ф. Описание списков и множеств в метаязыке нормальных форм знаний. Проблемы программирования, 2020. — № 1. — С. 3-16. DOI:https://doi.org/10.15407/pp2020.01.003
- Malakhov K.S., Kurgaev A.P., Velychko V.Yu. (2018). Modern restful api dls and frameworks for restful web services api schema modeling, documenting, visualizing. Problems in programming. № 4: 59-68. DOI: https://doi.org/10.15407/pp2018.04.059
- Kurgaev A.F., Grygoryev S.М. (September 2017). Definition of the Languages XML and RDF of the Semantic Web in the Metalanguage of Normal Forms of Knowledge. Cybernetics and Systems Analysis. 53(5), 684—691. DOI: 10.1007/s10559-017-9970-2
- Kurgaev A.F., Grigoriev S.M. The Model Processor Design. Dopov. Nac. akad. nauk Ukr. 2017, 2:16-23. doi: https://doi.org/10.15407/dopovidi2017.02.016
- Кургаев А. Ф., Григорьев С. Н. Определение формальных языков в метаязыке нормальных форм знаний. Проблемы программирования, 2017. — № 4. — С. 37-50.
- Кургаев А. Ф. Формализация списков в метаязыке нормальных форм знаний. Допов. Нац. акад. наук Укр. 2017. № 10. С. 18-27. doi:https://doi.org/10.15407/dopovidi2017.10.018
- Kurgaev A.F. (March 2016). Evolution of the Structure of the Object of Science. Cybernetics and Systems Analysis. 52(2), 181—190. https://doi.org/10.1007/s10559-016-9813-6
- Kurgaev A.F., Grigoriev S.N. (November 2016). Metalanguage of Normal Forms of Knowledge. Cybernetics and Systems Analysis. 52(6), 839—848. https://doi.org/10.1007/s10559-016-9885-3
- Kurgaev A.F., Grigoriev S.N. The Universal Turing Machine Interpreter. Dopov. Nac. akad. nauk Ukr. 2016, 10:28-34. https://doi.org/10.15407/dopovidi2016.10.028